# Бешуйлі-Іляк
Бешуйлі́-Іля́к, Беш-Уй-Іля́к (крим. Beşüyli İlâq, Beş Üy İlâq, з 1948 по 2023 рік — Стаха́новка) — село Курманського району Автономної Республіки Крим.
У 2015 році село було внесено до переліку населених пунктів, які потрібно перейменувати згідно із законом «Про засудження комуністичного та націонал-соціалістичного (нацистського) тоталітарних режимів в Україні та заборону пропаганди їхньої символіки».
12 травня 2016 року постановою Верховної Ради України № 1352-VIII селу повернено історичну назву відповідно до вимог закону «Про засудження комуністичного та націонал-соціалістичного (нацистського) тоталітарних режимів в Україні та заборону пропаганди їхньої символіки». Постанова набрала чинности у 2023 році.